# Adriaan Hosang
Johan Adriaan (Adriaan) Hosang (Laren, 30 januari 1907 – Doorn, 25 december 1991) was een Nederlands politicus van de CHU.
Hij werd geboren als zoon van Albert Adriaan Hendrik Hosang (1867-1924) die toen burgemeester van Blaricum was. Zelf was hij als commies werkzaam bij de gemeentesecretarie van Blaricum voor hij in januari 1947 benoemd werd tot burgemeester van Woudenberg. In november van dat jaar werd hij daarnaast waarnemend burgemeester van Renswoude en in april 1949 volgde daar alsnog zijn benoeming tot kroonbenoemde burgemeester. In de jaren 60 is hij ook nog lid geweest van de Provinciale Staten van Utrecht. In februari 1972 moest hij als burgemeester met pensioen maar vanwege een verwachte gemeentelijke herindeling bleef hij nog aan als waarnemend burgemeester van deze gemeenten. In januari 1974 ging hij alsnog met pensioen en eind 1991 overleed hij op 84-jarige leeftijd. Zijn oudere broer Jacob Eliza Boddens Hosang (1899-1958) is ook burgemeester geweest en wel van Woubrugge, Naarden en Doetinchem.